# Dialettologia
La dialettologia è la disciplina linguistica che studia i dialetti nel loro contesto sociale e storico. 
In Italia essa nacque tradizionalmente nel 1873 con la pubblicazione del primo numero dell'Archivio glottologico italiano, rivista fondata da Graziadio Isaia Ascoli, anche se la disciplina ebbe numerosi precursori già nel Settecento e agli inizi dell'Ottocento, come uno dei nipoti di Napoleone Bonaparte, Luigi Luciano Bonaparte, figlio del fratello di Napoleone I, Luciano Bonaparte, e della di lui seconda moglie Alexandrine de Bleschamp.

## Concetti di dialettologia
Il concetto di dialetto è distinto da quelli di:
- socioletto, una varietà linguistica parlata da un certo strato sociale, perché questa non ha caratterizzazione solamente territoriale e storica
- lingua standard, che è idioma standardizzato per la pubblica prestazione (p. es. standard scritto), poiché un dialetto generalmente non è standardizzato
- gergo, caratterizzato da differenze nel lessico, poiché il dialetto è differenziato anche in grammatica e fonetica.

Varietà linguistiche come i dialetti, gli idioletti e i socioletti possono essere distinte non solo dal vocabolario e dalla grammatica, ma anche da differenze nella fonologia (compresa la prosodia). Se le distinzioni sono limitate alla fonologia, si parla di accento di una varietà o inflessione anziché varietà o dialetto.
Alcuni importanti concetti in linguistica e dialettologia sono:

### Continuum dialettale
Un continuum dialettale o continuum linguistico è un'area linguistica le cui varianti geograficamente adiacenti sono mutuamente comprensibili. Tuttavia, la comprensibilità decresce stabilmente al crescere della distanza tra le diverse varietà, in modo tale che i parlanti di aree lontane, non potendosi capire vicendevolmente, faticano a considerare i propri rispettivi idiomi come varietà di una stessa lingua (o famiglia linguistica), considerandoli al contrario dialetti o lingue indipendenti.
Un esempio di continuum dialettale (a piccola scala) è dato, in Italia, dall'insieme dei dialetti italiani mediani parlati nelle Marche centrali, in Umbria, Lazio centro-settentrionale e provincia dell'Aquila in Abruzzo: essi, se confrontati a una certa distanza geografica, non sono quasi mai mutuamente comprensibili, mentre se il confronto si fa tra parlate vicine la comprensibilità reciproca è elevata. Questo è inoltre un esempio di continuum dialettale del tutto privo di varietà standard, dove la funzione di lingua comune di riferimento è svolta dalla lingua italiana.
Si può parlare di continuum linguistico o dialettale anche con riferimento ad aree geograficamente separate e distanti, purché esista e sia identificabile una possibilità di schietta comprensibilità reciproca tra due varianti geograficamente isolate.
Un esempio ben noto in questo senso è il continuum afrikaans-olandese-frisone-tedesco, un'ampia rete di dialetti con quattro standard letterari riconosciuti: in questo caso il continuum dialettale prevede un'area geograficamente separata (quella dell'afrikaans), inoltre questo continuum è anche un diasistema essendo munito di più varietà standard.
Una rete di dialetti esiste analogamente fra le lingue slave orientali, fra cui il russo, il bielorusso e l'ucraino sono riconosciuti come standard letterari. Anche il sistema serbo-croato si può vedere come una rete di tre dialetti importanti e tre lingue standard.
Il concetto di continuum può essere applicato a scale diverse, identificando continuum più piccoli (con un maggiore grado di gradualità interna) contenuti in continuum più grandi.
È il caso delle lingue neolatine, che in Europa, escluso il gruppo delle lingue romanze balcaniche (che sono geograficamente isolate dal resto delle altre e hanno avuto un'evoluzione in parte indipendente), formano a grande scala un altro continuum ben noto e studiato, che contiene ed è costituito a sua volta da continuum geograficamente più piccoli (come quello già citato tra Umbria, Lazio, Marche e Abruzzo) separati da fasce di transizione in cui la variazione di gran parte delle caratteristiche linguistiche, per quanto graduale, è più rapida e netta. Questo continuum dialettale, in ambito romanzo, è minacciato oggi dalla scomparsa dell'occitano nel sud della Francia, che presentava forti tratti di continuità con l'italiano e i suoi dialetti settentrionali da un lato e il catalano dall'altro lato.
Raramente si parla anche di continuum linguistico in senso più restrittivo, includendo solo varianti tutte tra loro intercomprensibili: pertanto come sinonimo di sistema linguistico (fatto di varianti).

### Diglossia
La condizione di diglossia consiste nello stato in cui in un dato contesto territoriale e sociale esistono due lingue strettamente imparentate, una di elevato prestigio, generalmente usata dal governo e nei testi formali, e una di basso prestigio, solitamente la lingua minoritaria parlata in contesti informali: i parlanti hanno generalmente buona pratica di entrambi gli idiomi, e li usano in funzione della situazione (fenomeno del code-switching) e degli interlocutori, in certi casi in alternanza e in altri casi in commistione.
Questa condizione si verifica in Italia tra l'italiano e le lingue preesistenti in gran parte delle realtà territoriali del paese.

### Sistema Ausbausprache - Abstandsprache - Dachsprache
Un paradigma analitico sviluppato da linguisti professionisti è noto come sistema Ausbausprache - Abstandsprache - Dachsprache. Si è dimostrato popolare tra i linguisti dell'Europa continentale, ma non è altrettanto conosciuto nei paesi di lingua inglese, soprattutto tra i non linguisti. Anche se è solo uno di molti paradigmi possibili, ha il vantaggio di essere costruito da linguisti professionisti allo scopo di analizzare e categorizzare le varietà linguistiche, e ha il vantaggio di sostituire parole cariche come "lingua" e "dialetto" con i termini tedeschi di Ausbausprache, Abstandsprache, e Dachsprache, parole che non sono (ancora) caricate di connotazioni politiche, culturali, o emotive. Potrebbe rivelarsi un utile strumento per guardare controversie linguistiche antiche e avvelenate sotto una lente diversa.

## Dialettologia in Italia
La dialettologia italiana esamina in diacronia il rapporto di ogni lingua locale e regionale con la propria origine latina e gli apporti ad esse aggiuntisi provenendo da altre lingue in forma di prestiti, calchi e così via. In sincronia, l'analisi linguistica si sofferma sugli scambi a livello di singoli dialetti, di dialetto - italiano standard, di specifici registri ed idioletti.
Hanno rapporti con la dialettologia la storia della lingua, la glottologia, la geografia, la sociologia.